# Římskokatolická farnost Stráž nad Nežárkou
Římskokatolická farnost Stráž nad Nežárkou je územním společenstvím římských katolíků v rámci jindřichohradeckého vikariátu českobudějovické diecéze. Na počátku roku 2020 k ní bylo připojeno území zaniklé farnosti Novosedly nad Nežárkou.

## O farnosti

### Historie
Roku 1361 se ve Stráži připomíná plebánie. Do roku 1600, kdy sem byl opět dosazen katolický farář, byla spravovaná kněžími podobojí. Než vznikla v Roseči samostatná farnost, spadalo toto území jako filiálka ke Stráži. Roku 1832 bylo ve farnosti zřízeno kaplanské, později kooperátorské místo, v roce 1861 se začala na místě staré školy z roku 1821 stavět nová školní budova, slavnostně vysvěcená jindřichohradeckým proboštem Petrem Veberem o rok později. V roce 1861 byla také téměř o dva metry zvýšená a novorománsky upravená zvonice u školy. Roku 1897 zde byly Bernardem Dolákem založeny dvě nadace. Jedna podporovala chrámový zpěv literátského spolku, druhá místní duchovní správu, která měla roční úroky vyplácet zdejší chudině. Roku 1901 byl opraven hřbitov a postavena márnice, v letech 1913–1915 byl přestavován kostel.
Roku 1922 byla místní farnost povýšena na děkanství.

### Duchovní správa
Přehled duchovních správců do roku 1960:
- 1533 P. Jan
- 1590–1595 P. Laurmtius Kněžovic
- 1595 P. Jakobus Nepomucký
- 1595–1600 P. Johannes Posthumes
- 1600–1613 P. Šimon Lánský
- 1613–1624 P. Augustin Vodáček
- 1624 P. Georgius Severinus Billinger
- 1624–1632 P. Georgius Graff
- 1632–1634 P. Fabianus Leo
- 1634–1642 P. Georgius Graff
- 1642–1644 P. Simon Kryzan
- 1644–1668 P. Petrus Franciscus Candus
- 1668–1680 P. Jacobus Ignatius Kammermaier
- 1680–1684 P. Daniel Banbel
- 1684–1721 P. Ignatius Sauberer
- 1721–1965 P. Philippus Jindráček
- 1765–1792 P. Bartholomeus Lekeš
- 1792–1797 P. Gabriel Arnošt
- 1797–1823 P. Joannes Kafron
- 1823–1828 P. Johannes Šohaj
- 1828–1835 P. Mathias Klaušek
- 1835–1851 P. Francistus Kreutz
- 1851–1866 P. Johannes Kleuz
- 1866–1872 P. Joseplas Samisch
- 1872–1877 P. Jan Nováček (1802–1877)
- 1877–1883 P. Martin Uchytil
- 1883–1901 P. Konrád Mandl
- 1902–1905 P. Antonín Degregorio
- 1905–1910 P. František Martinic
- 1911–1924 P. Vojtěch Bárta
- 1924–1929 P. Václav Knetl
- 1930–1949 P. Václav Bártl
- 1949–1952 P. Karel Pauzar
- 1952–1953 P. Karel Menhart
- 1953–1954 P. Emil Haase
- 1954–1957 P. Antonín Brůžek
- 1957–1960 P. František Hobizal
- od 1960 P. Bedřich Bohdal

### Současnost
V letech 2013–2017 byla farnost administrována z Jindřichova Hradce, od roku 2017 je administrovavána z Třeboně.
| Fotografie | Kostel                            | Místo                  | Bohoslužba                                   | Bohoslužba             | Poznámka                                                      |
| ---------- | --------------------------------- | ---------------------- | -------------------------------------------- | ---------------------- | ------------------------------------------------------------- |
|            | Kaple svatého Jana Nepomuckého    | Lásenice               | neslouží se pravidelně                       | neslouží se pravidelně | obecní kaple                                                  |
|            | Kaple                             | Libořezy               | neslouží se pravidelně                       | neslouží se pravidelně | návesní kaple                                                 |
|            | Kostel Zasnoubení Panny Marie     | Mláka                  | 1. a 3. sobota v měsíci (od jara do podzimu) | 18.00                  | filiální kostel                                               |
|            | Kaple                             | Mníšek                 | neslouží se pravidelně                       | neslouží se pravidelně | návesní kaple                                                 |
|            | Kostel svatého Václava            | Novosedly nad Nežárkou | 1. a 3. sobota v měsíci (v zimě)             | 18.00                  | filiální, bývalý farní kostel farnosti Novosedly nad Nežárkou |
|            | Kaple                             | Pístina                | neslouží se pravidelně                       | neslouží se pravidelně | návesní kaple                                                 |
|            | Kostel svatého Petra a Pavla      | Stráž nad Nežárkou     | neděle                                       | 8.00                   | farní kostel                                                  |
|            | Zámecká kaple Archanděla Michaela | Stráž nad Nežárkou     | neslouží se pravidelně                       | neslouží se pravidelně | kaple u farního kostela                                       |
|            | Kaple Panny Marie Bolestné        | Stráž nad Nežárkou     | neslouží se pravidelně                       | neslouží se pravidelně | hřbitovní kaple                                               |
|            | Kaple                             | Vydří                  | neslouží se pravidelně                       | neslouží se pravidelně | obecní kaple                                                  |